# Manifesto (film)
Manifesto (v anglickém originále Manifesto) je australsko-německý dramatický film z roku 2015. Režisérem filmu je Julian Rosefeldt. Hlavní role ve filmu ztvárnili Cate Blanchett, Ruby Bustamante, Ea-Ja Kim, Jimmy Trash a Andrew Upton.

## Obsazení
| Cate Blanchett             | různé role    |
| Ruby Bustamante            | letuška       |
| Ea-Ja Kim                  | Pop Art Extra |
| Jimmy Trash                | sebe          |
| Andrew Upton               | Pop Art Extra |
| Ralf Tempel                | kněz          |
| Marie Borkowski Foedrowitz | extra 1       |
| Hannelore Ohlendorf        | extra 2       |